# Siphonophorae
Siphonophorae of Siphonophora  (buiskwallen of staatkwallen) is een orde van neteldieren uit de klasse van de Hydrozoa (hydroïdpoliepen). 

## Bouw en leefwijze
Hoewel siphonophorae de indruk wekken één organisme te zijn, bestaan ze uit een grote kolonie met een lengte van wel 25 meter van individuele poliep- en kwalvormige dieren. Elk individu heeft een specifieke taak (als in een georganiseerde 'staat', vandaar de naam staatkwallen). De vorm van het individu is aangepast aan de taak. Zo zijn er eet-, vang-, tast- en geslachtsdieren. De dieren staan gerangschikt langs een gemeenschappelijke stam.  De darmholten (coelenteron) staan met elkaar in verbinding via deze stam. De meeste kolonies vormen lange, dunne, doorzichtige, drijvende vormen die soms wel wat weg hebben van kwallen.  
Veel soorten vertonen zwemklokken (kwalvormige individuen). Soms is er ook een drijfklok (pneumatofoor). Dat is een grote met gas gevulde blaas, die de kolonie drijvende houdt. Vaak kunnen de kolonies gas laten ontsnappen via een porus, waardoor zij zinken. Op die manier kunnen buiskwallen stormen ontwijken. Het Portugees oorlogsschip en het bezaantje ('zeiler voor de wind'), missen deze mogelijkheden en hebben ook geen zwemklok; deze twee soorten hebben een schijfvormige kolonie.
De prooi (kreeftachtigen en vis) wordt door de netelcellen verlamd en vastgehouden. De vangpoliep verkort zich vervolgens om de prooi naar de eetpoliepen te brengen. Het contact met buiskwallen is ook voor de mens pijnlijk en soms gevaarlijk. Het Portugees oorlogsschip is daar een voorbeeld van.

### Langste dier
In maart 2020 hebben onderzoekers van het Schmidt Ocean Institute een reusachtige buiskwal uit het geslacht Apolemia aangetroffen ten westen van Australië, nabij de Ningaloo-kust. Het dier is spiraalvormig, waarvan de buitenste kring een diameter van 15 meter en omtrek van ongeveer 47 meter heeft.

## Verspreiding
De 150 veelal kleine soorten komen uitsluitend in tropische zeeën en oceanen voor.

## Onderorden en families

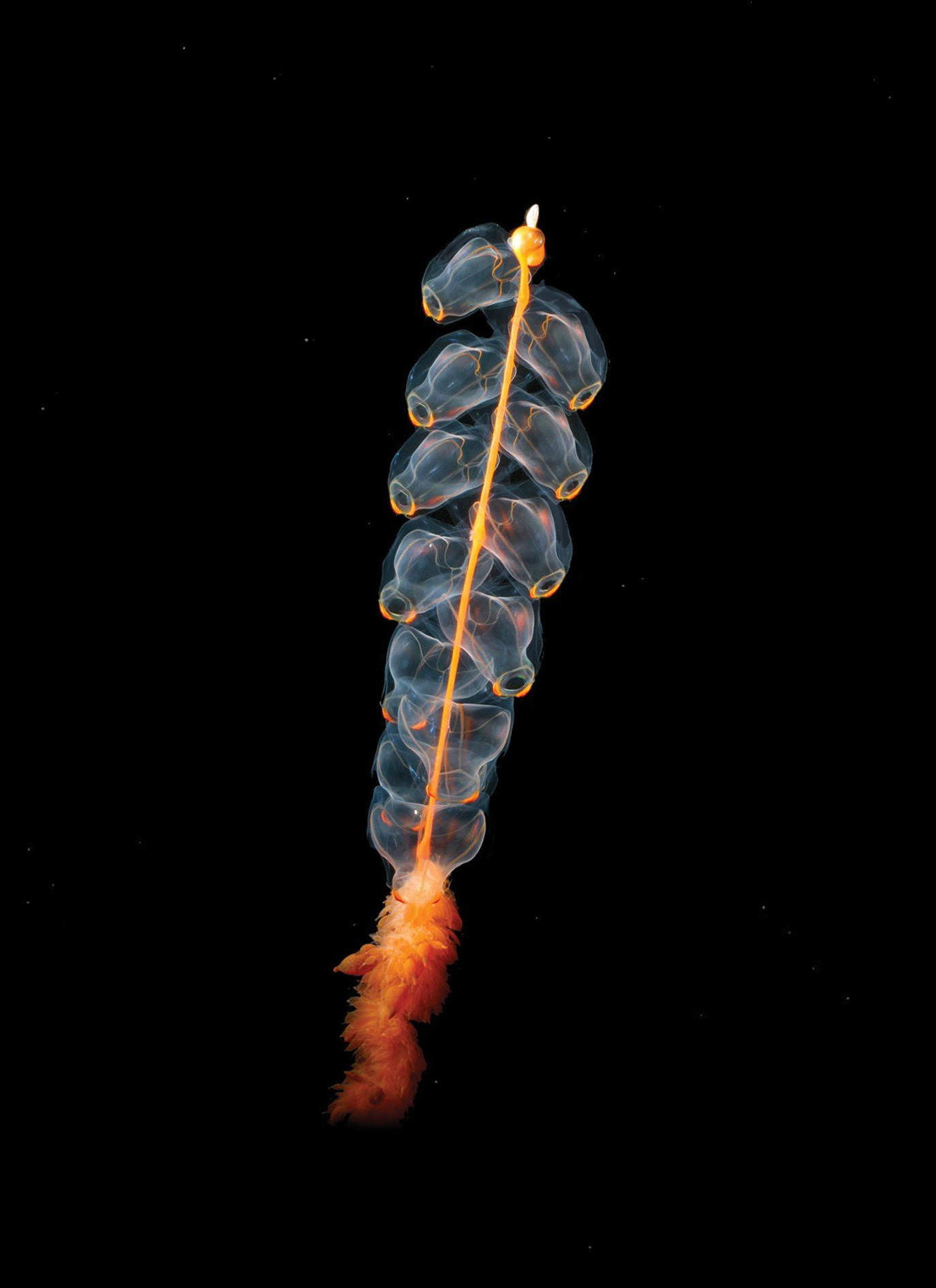
Marrus orthocanna uit de familie Agalmatidae

- Calycophorae Leuckart, 1854
  - Abylidae L. Agassiz, 1862
  - Clausophyidae Totton, 1965
  - Diphyidae Quoy & Gaimard, 1827
  - Hippopodiidae Kölliker, 1853
  - Prayidae Kölliker, 1853
  - Sphaeronectidae Huxley, 1859
- Cystonectae Haeckel, 1887
  - Physaliidae Brandt, 1835
  - Rhizophysidae Brandt, 1835
- Physonectae Haeckel, 1888

- Agalmatidae Brandt, 1834
- Apolemiidae Huxley, 1859
- Erennidae Pugh, 2001
- Forskaliidae Haeckel, 1888
- Physophoridae Eschscholtz, 1829
- Pyrostephidae Moser, 1925
- Resomiidae Pugh, 2006
- Rhodaliidae Haeckel, 1888
- Stephanomiidae Huxley, 1859